# Mistrzostwa Nordyckie w Zapasach 2006
Mistrzostwa odbyły się 12 sierpnia 2006 roku w fińskim mieście Tampere.

## Tabela medalowa
Gospodarz zawodów został zaznaczony kolorem.
| Poz. | Państwo   |   |   |   | Łącznie |
| ---- | --------- | - | - | - | ------- |
| 1    | Dania     | 3 | 0 | 0 | 3       |
| 2    | Finlandia | 2 | 1 | 4 | 7       |
| 3    | Szwecja   | 2 | 1 | 2 | 5       |
| 4    | Estonia   | 0 | 3 | 0 | 3       |
| 5    | Norwegia  | 0 | 2 | 1 | 3       |
|      | Łącznie   | 7 | 7 | 7 | 21      |

## Wyniki

### Styl klasyczny
| Konkurencja        | Złoto                | Srebro           | Brąz             |
| Kategoria do 55 kg | Anders Nyblom        | Jani Haapamäki   | Anders Rønningen |
| Kategoria do 60 kg | Håkan Nyblom         | Stig André Berge | Esa Uimonen      |
| Kategoria do 66 kg | Matti Kautto         | Olari Suislep    | Tero Välimäki    |
| Kategoria do 74 kg | Mark Madsen          | Joakim Aardalen  | Marko Tuomela    |
| Kategoria do 84 kg | Marko Yli-Hannuksela | Tarvi Thomberg   | Jim Pettersson   |
| Kategoria do 96 kg | Ara Abrahamian       | Karol Maurer     | Rami Hietaniemi  |
| Kategoria 120 kg   | Jalmar Sjöberg       | Jimmy Lidberg    | Johan Eurén      |